# Miquel Navarro

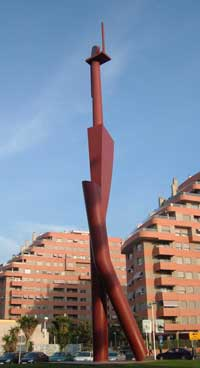
Cap de la lluna minvant, escultura dedicada a Mislata.

Miquel Navarro (Mislata, 1945) és un pintor, escultor i gravador valencià. Va assolir un gran reconeixement internacional amb les seves instal·lacions modulars de terracota i metall, uns enormes mecanos formats per infinitat de peces que, a partir de petits volums i estructures verticals, representaven espais urbans imaginaris. Amb les seves ciutats, les tensions de poder i les utopies de les formes urbanes de la modernitat quedaven representades com una mena de restes arqueològiques d'un passat indefinit. Va ser guardonat amb el Premio Nacional de Artes Plásticas del Ministeri de Cultura espanyol.

## Biografia
Va estudiar en la Facultat de Belles Arts de Sant Carles a la ciutat de València. Va començar la seua carrera com a pintor el 1964 i a partir de 1972 es va centrar en l'escultura.
El 1973 va exposar la seua primera "Ciutat" en fang. Posteriorment va començar a utilitzar el ferro, ja que li permetia afaiçonar escultures més grans i resistents. El 1980 va realitzar la seua primera exposició a Nova York, posteriorment la seguirien altres a París, Berlín, Califòrnia, Mèxic i Florència entre molts altres llocs. L'any 1989 va fer l'escenografia per a dues obres de teatre.
Definix la seua obra com figurativa, esquemàtica i surrealista. El seu treball va de l'àmbit rural a l'urbà, de la naturalesa a l'àmbit l'industrial. Açò es deu al fet que està basat en les seues pròpies experiències i al fet que passara la seua infància a Mislata (un poble rural i a la mateixa vegada industrialitzat per les fàbriques de pell, sabó, paper de fumar i molins de farina que existien en aquella època).
L'any 2005, Miquel Navarro va fer donació d'un total de 512 obres a l'Institut Valencià d'Art Modern, 81 d'elles escultures, procedents del seu taller de Mislata i de la seua col·lecció particular. Amb ocasió de la donació, tot i haver portat una carrera internacional i d'haver tingut oportunitat de viure i crear a diferents països, va declarar sentir-se « fonamentalment valencià ». El 2021 una obra seua entra a formar part del catàleg patrimonial de la UNESCO
Entre d'altres, té obra al Museu Guggenheim de Nova York, al Museu Guggenheim de Bilbao, a la Fundació Lambert de Brussel·les, al Centre Georges Pompidou de París, al Mie Prefectural Art Museum al Japó i al Museu d'Art Contemporani de Barcelona.

## Obra
- Font Pública (la Pantera Rosa com també és coneguda popularment a València) - València, 1984.
- El Fanalet - Quart de Poblet, 1989.
- Oteando - Torrelavega, 2000.
- La Mirada - Vitòria, 2001.
- Cap de la lluna minvant - Mislata, 2001.
- El Parotet - València, 2003.
- Mantis - Múrcia, 2007.

## Exposicions rellevants
Llista incompleta:
- 1983- La ciutat Espai 10 (Fundació Joan Miró)

## Premis i reconeixements
- 1986 Premi Nacional d'Arts Plàstiques d'Espanya
- 1987 Premi Alfons Roig de la Diputació de València
- 1990 Premi CEOE a les Arts
- 1995 Premio Nacional de la Asociación de Críticos de Arte (AECA) ARCO 95
- 2001 Premio Valencianos para el Siglo XXI (Las Provincias)
- 2002 Distinció de la Generalitat Valenciana al Mèrit Cultural
- 2007 Acadèmic de la Real Academia de Bellas Artes de San Fernando de Madrid